# آمازون بوکس
آمازون بوکس (به انگلیسی: Amazon Books) زنجیره‌ای از کتاب فروشی‌های خرده‌فروشی متعلق به خرده فروشی آنلاین آمازون است. نخستین فروشگاه در ۲ نوامبر ۲۰۱۵ در سیاتل، واشینگتن افتتاح شد. از سال ۲۰۱۷ آمازون بوکس در مجموع دارای ۱۵ فروشگاه است که قصد دارد تا به مکان‌های بیشتر گسترش یابد.

## تاریخچه
نخستین فروشگاه در ۲ نوامبر ۲۰۱۵ در سیاتل، واشینگتن افتتاح شد. این فروشگاه به عنوان اولین فروشگاه دائمی آمازون شناخته شده است، که فروشگاه‌های پاپ آپ و پیکاپ اوتلت را در چندین پردیس دانشگاهی در سال ۲۰۱۵ باز کرد. 

در تاریخ ۲ فوریه ۲۰۱۶ مدیر عامل یک مرکز خرید اعلام کرد آمازون قصد دارد تا ۴۰۰ کتابفروشی را باز کند؛ این بیانیه توسط شرکت در روز بعد رد شد.

## محصولات
اولین محل در سیاتل تقریباً ۵٬۰۰۰ عدد در قفسه‌های کتابخانه خود دارد و از فضای قفسه‌ای برای نشان دادن جلد کتاب استفاده می‌کند؛ طبق نظر آمازون دلیل این کار به نمایش گذاشتن نویسندگان و کار آن‌ها است. قفسه‌ها دارای قابلیت نمایش نظرات و رتبه از وبگاه آمازون و قیمت‌ها به معادلات آنلاین می‌باشد.

## مراکز
در زیر فهرست موقعیت برخی مراکز وجود دارد:
- سیاتل، واشینگتن
- سن دیگو
- تایگرد، اورگن
- ددهام، ماساچوست
- شیکاگو
- لیننفیلد، ماساچوست
- نیویورک
- پاراموس، نیوجرسی
- بلویو (واشینگتن)
- سن خوزه، کالیفرنیا
- نیویورک
- لس آنجلس
- والنات کریک، کالیفرنیا
- واشینگتن، دی.سی.
- بتزدا، مریلند